# دریاچه آیلیک
دریاچه آیلیک (انگلیسی: Ailik Lake) یک دریاچه در منطقه اورقو شهر قارامای استان سین‌کیانگ کشور چین است.